# John Neschling
John Neschling, nome completo John Luciano Neschling (Rio de Janeiro, 13 maggio 1947), è un direttore d'orchestra e direttore artistico brasiliano.
È stato direttore musicale e direttore principale dell'Orquestra Sinfônica do Estado de São Paulo (Orchestra Sinfonica di Stato di San Paolo) dal 1997 al 2008. È stato direttore artistico del Teatro Municipal de São Paulo da gennaio 2013 a settembre 2016 e membro dell'Accademia Musicale Brasiliana dal 2003.

## Biografia
Nacque il 13 maggio 1947, a Rio de Janeiro, da una famiglia ebrea di emigrati austriaci che lasciò l'Europa sfuggendo all'ascesa del nazismo. Sua nonna, Malvine Bodanzky, nata Goldschmiedt, era cugina di Arnold Schönberg e moglie di Arthur Bodanzky.
Studiò direzione d'orchestra con Hans Swarowsky e Reinhold Schmid a Vienna e sotto Leonard Bernstein e Seiji Ozawa a Tanglewood. Successivamente vinse diversi concorsi internazionali di direzione.

### Incarichi in Europa
Neschling è stato direttore musicale del Teatro Nacional de São Carlos a Lisbona, del Sankt Gallen Theater in Svizzera, del Teatro Massimo di Palermo e del Grand Théâtre de Bordeaux, nonché assistente direttore della Wiener Staatsoper. È stato anche direttore d'orchestra presso l'Orchestra Sinfonica di Londra, l'Accademia Nazionale di Santa Cecilia a Roma, l'Orchestra della Tonhalle di Zurigo e l'Orchestra Sinfonica della BBC a Londra.
Tornò in Brasile nel 1973 per assumere la posizione di direttore musicale dei teatri municipali di San Paolo e Rio de Janeiro.

### Orchestra Sinfonica di Stato di San Paolo
Durante i dodici anni sotto la sua guida, l'OSESP divenne un'orchestra internazionale di prim'ordine e registrò una serie di CD con musica brasiliana e internazionale, vincendo 5 Diapason d'Or e un Grammy latino. Organizzò anche tournée che portarono l'orchestra a suonare in diverse sale da concerto in tutto il mondo, tra cui l'Avery Fisher Hall a New York City e al Musikverein di Vienna.
Dietro sua richiesta la grande sala della vecchia stazione ferroviaria di Júlio Prestes fu rinnovata e trasformata nella Sala São Paulo, sede dell'OSESP e una delle migliori sale da concerto del mondo. Aprì nel 1999.

### Teatro Municipale della città di San Paolo
Nel 2013 fu nominato direttore artistico del Theatro Municipal de São Paulo, dove rimase fino a settembre 2016. Da allora ha collaborato con diverse orchestre come Leningrado Filarmonica, Maggio Musicale, Royal Philharmonic di Liegi, Orchestra Verdi (Milano).

## Vita privata
Dopo aver divorziato dall'attrice Lucélia Santos, John Neschling si è sposato con la scrittrice Patricia Melo. Ha un figlio, l'attore e regista Pedro Neschling, nato dal matrimonio naufragato.

## Scritti
- Música Mundana, Rocco 2009, 192pp ISBN 85-325-2485-0 ISBN 978-8532524850